# ジュリウス・ピーターセン

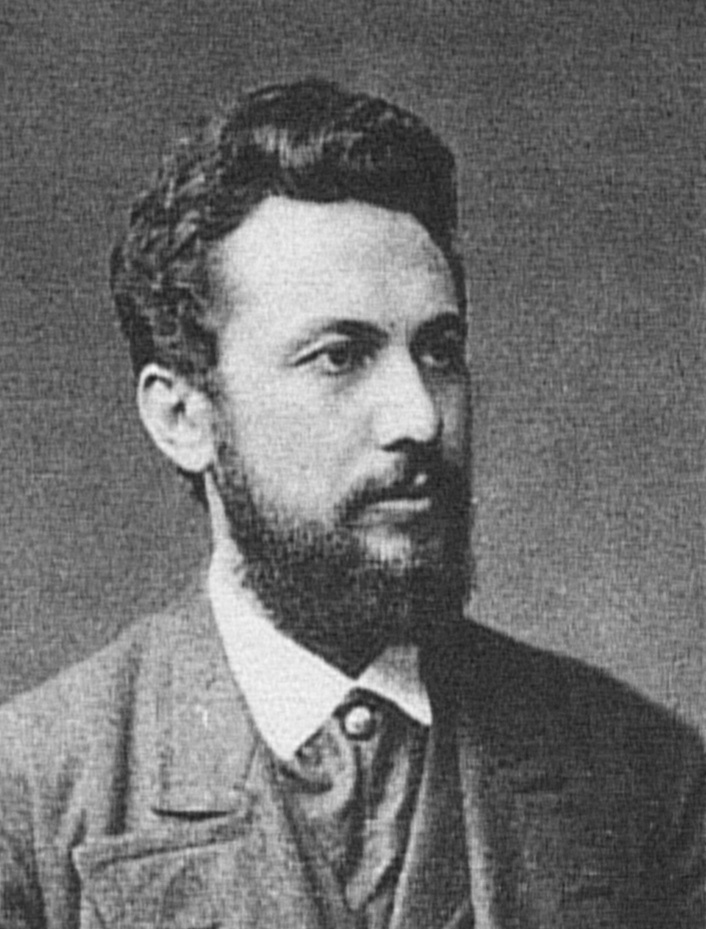
ジュリウス・ピーターセン

ジュリウス・ピーターセン（Julius Peter Christian Petersen、1839年6月16日 - 1910年8月5日）はデンマークの数学者。

## 略歴
ピーターセンの数学上の関心は広く、幾何学、複素解析、数論、数理物理学、数理経済学、暗号理論、グラフ理論に及んだ。彼の著名な論文「Die Theorie der regulären graphs」は今日知られているグラフ理論への基礎的な貢献を果たした。1898年、今日ではピーターセングラフと呼ばれている3色辺彩色できないグラフを考案した。
1880年には幾何学的に関する書物を出版し、1890年にはフランス語に翻訳された。
ピーターセン生誕150周年には、彼の生涯を詳細に記したDiscrete Mathematicsの特集号が出された。